# Singapore Cup 2018
Der Singapore Cup 2018, aus Sponsorengründen auch als  RHB Singapore Cup bekannt, war die 21. Austragung des Fußball-Pokalwettbewerbs für singapurische Vereinsmannschaften. In dieser Saison nahmen insgesamt acht Mannschaften teil. Titelverteidiger war Albirex Niigata. Die Spielpaarungen wurden am 24. Juni 2018 ausgelost.
Das Pokalturnier begann am 27. Juli 2018 und wurde am 6. Oktober 2018 mit dem Finale beendet.

## Teilnehmende Mannschaften
- Balestier Khalsa
- Geylang International
- Home United
- Hougang United
- Tampines Rovers
- Warriors FC
- Albirex Niigata (Singapur)
- Brunei DPMM FC

## Viertelfinale
| Datum                         |                       | Gesamt |                            | Hinspiel | Rückspiel |
| ----------------------------- | --------------------- | ------ | -------------------------- | -------- | --------- |
| 27. Juli/19. September 2018   | Home United           | 4:3    | Tampines Rovers            | 1:2      | 3:1       |
| 23. August/19. September 2018 | Brunei DPMM FC        | 5:2    | Warriors FC                | 2:2      | 3:0       |
| 29. August/1. September 2018  | Geylang International | 0:1    | Balestier Khalsa           | 0:0      | 0:1       |
| 29. August/1. September 2018  | Hougang United        | 0:3    | Albirex Niigata (Singapur) | 0:1      | 0:2       |

## Halbfinale
| Datum                         |                            | Gesamt |                  | Hinspiel | Rückspiel |
| ----------------------------- | -------------------------- | ------ | ---------------- | -------- | --------- |
| 23. September/3. Oktober 2018 | Albirex Niigata (Singapur) | 4:2    | Home United      | 3:2      | 1:0       |
| 23. September/3. Oktober 2018 | Brunei DPMM FC             | 4:2    | Balestier Khalsa | 2:0      | 2:2       |

## Spiel um Platz 3
| Datum           |             | Ergebnis        |                  |
| --------------- | ----------- | --------------- | ---------------- |
| 6. Oktober 2018 | Home United | 2:2 (4:5 i. E.) | Balestier Khalsa |

## Finale
| Datum           |                            | Ergebnis |                |
| --------------- | -------------------------- | -------- | -------------- |
| 6. Oktober 2018 | Albirex Niigata (Singapur) | 4:1      | Brunei DPMM FC |

| Paarung  | Albirex Niigata (Singapur) – Brunei DPMM FC                                                                                       |
| Ergebnis | 4:1 (2:0) |
| Datum    | 6. Oktober 2018 |
| Stadion  | Jalan Besar Stadium, Singapur |
| Tore     | 1:0 Wataru Murofushi (10.) 2:0 Adam Swandi (33.) 3:0 Wataru Murofushi (64.) 4:0 Hiroyoshi Kamata (72.) 4:1 Azwan Ali Rahman (87.) |

| Sieger Singapore Cup 2018 Albirex Niigata (Singapur) |
| - Yōsuke Nozawa - Shuhei Sasahara - Shun Kumagai - Hiroyoshi Kamata - Kaishū Yamazaki - Daiki Asaoka - Riku Moriyasu - Adam Swandi - Wataru Murofushi - Ryūjirō Yamanaka - Kenya Takahashi - Shuhei Hoshino - Kazuya Kojima - Kazuki Sumiishi - Kodai Sumikawa - Shahul Rayyan - Taiki Istukaichi - Ryuji Yamauchi Trainer: Kazuaki Yoshinaga |